# Aciagrion bapepe
Aciagrion bapepe  (лат.) — вид стрекоз из семейства стрелки (Coenagrionidae).
Экваториальная Африка: Конго-Киншаса. Около реки Itimbiri в дождевых лесах на уровне от 360 до 400 м.

## Описание
Среднего размера металлически блестящие стрекозы разнообразной окраски (основная окраска голубовато-чёрная), птеростигма красновато-коричневая. Длина тела около 4 см, крыла — около 3 см. Ширина заднего крыла 23—25 мм. Вид был впервые описан в 2015 году энтомологами Клаасом Дийкстра (Klaas-Douwe B. Dijkstra; Naturalis Biodiversity Center, Лейден, Нидерланды), Йенсом Киппингом (Jens Kipping; BioCart Environmental Consulting, Taucha/Лейпциг, Германия) и Николасом Мезьером (Nicolas Mézière; Куру, Французская Гвиана). Видовое название A. bapepe происходит от слова bapepe из местного наречия, в переводе означающего «стрекоза».